# Chauffry
Chauffry (prononcé [ ʃɔ.ˈfʁi]) est une commune française située dans le département de Seine-et-Marne, en région Île-de-France.

## Géographie

### Localisation

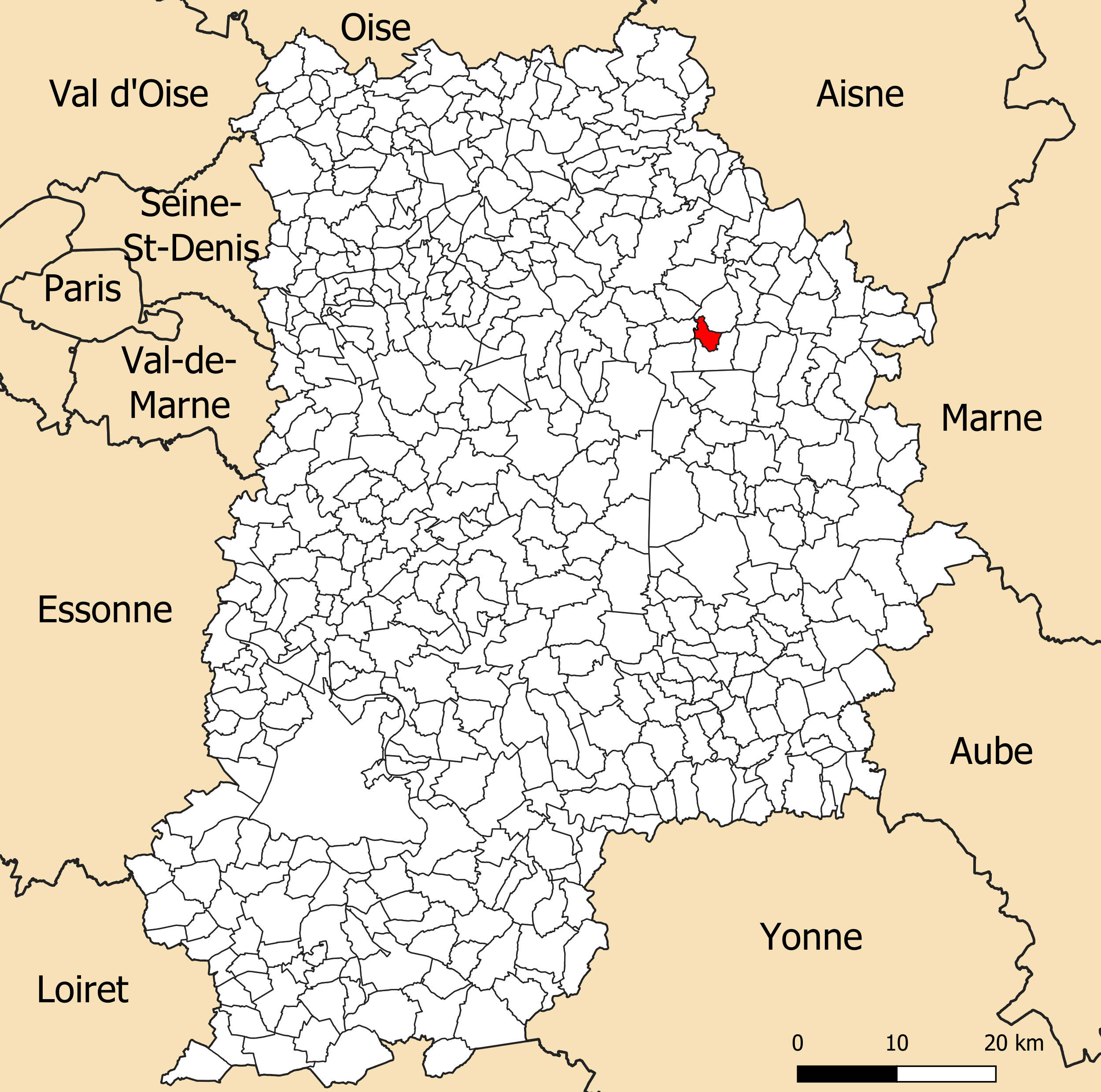
Localisation de la commune de Chauffry dans le département de Seine-et-Marne.

Chauffry est situé à environ 8,5 km par la route à l'est de Coulommiers,.
Elle est dituée dans le périmètre du projet de parc naturel régional de la Brie et des deux Morin.

### Communes limitrophes
| Boissy-le-Châtel |          | Saint-Denis-lès-Rebais |
|                  | Chauffry |                        |
| Chailly-en-Brie  |          | Saint-Siméon           |

### Géologie et relief
L'altitude de la commune varie de 75 mètres à 155 mètres pour le point le plus haut, le centre du bourg se situant à environ 122 mètres d'altitude (mairie). Elle est classée en zone de sismicité 1, correspondant à une sismicité très faible.

### Hydrographie

#### Réseau hydrographique

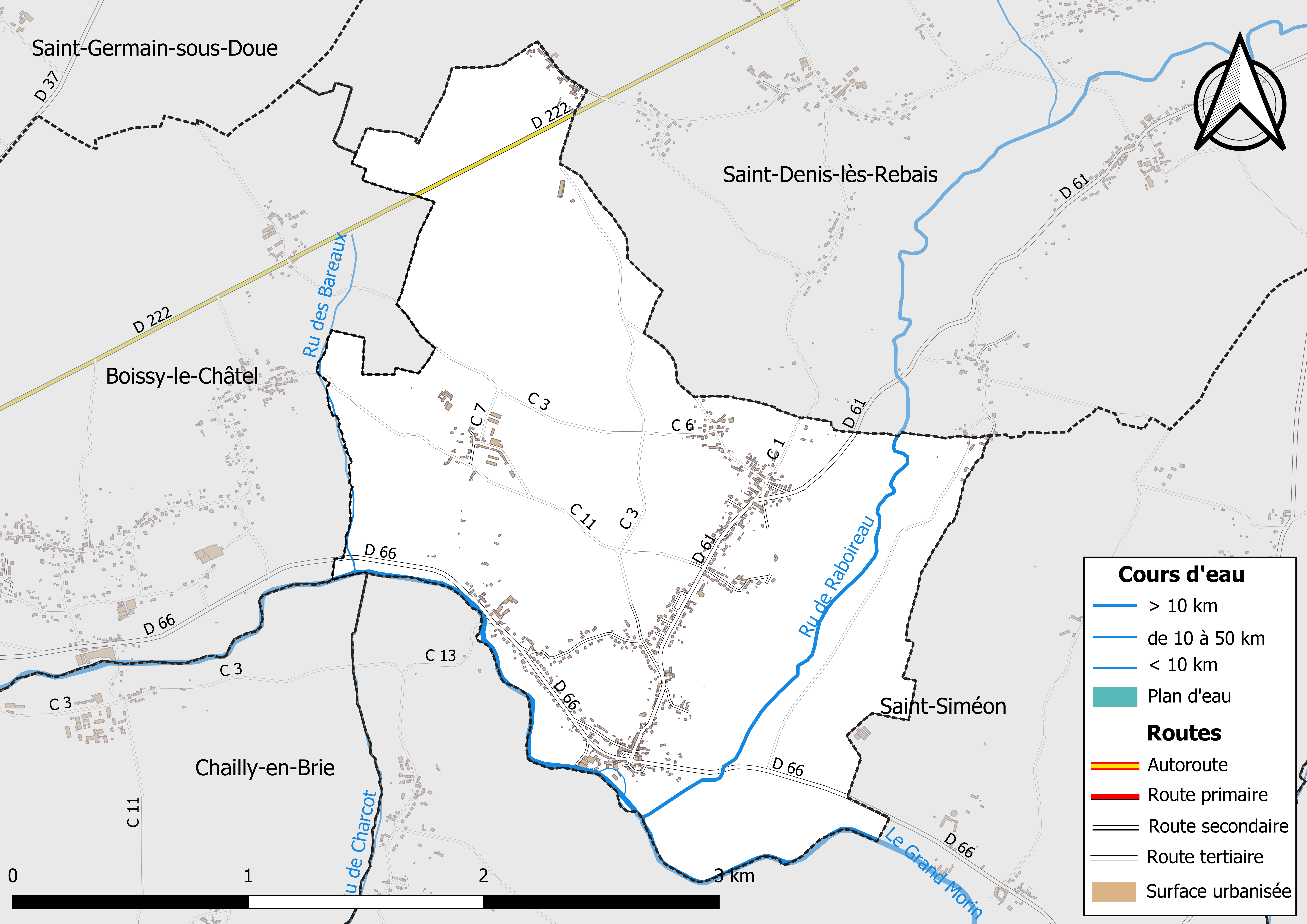
Carte des réseaux hydrographique et routier de Chauffry.

Le réseau hydrographique de la commune se compose de quatre cours d'eau référencés :
- la rivière le Grand Morin, longue de 118,16 km[5], affluent en rive gauche de la Marne, ainsi que :
  - un bras[Note 2] de 0,22 km[6] ;
  - le ru de Raboireau, long de 12,48 km[7], et ;
  - le ru des Bareaux, 1,56 km[8], affluents du Grand Morin.

La longueur totale des cours d'eau sur la commune est de 3,31 km.

#### Gestion des cours d'eau
Afin d’atteindre le bon état des eaux imposé par la Directive-cadre sur l'eau du 23 octobre 2000, plusieurs outils de gestion intégrée s’articulent à différentes échelles : le SDAGE, à l’échelle du bassin hydrographique, et le SAGE, à l’échelle locale. Ce dernier fixe les objectifs généraux d’utilisation, de mise en valeur et de protection quantitative et qualitative des ressources en eau superficielle et souterraine. Le département de Seine-et-Marne est couvert par six SAGE, au sein du bassin Seine-Normandie.
La commune fait partie du SAGE « Petit et Grand Morin », approuvé le 21 octobre 2016. Le territoire de ce SAGE comprend les bassins du Petit Morin (630 km2) et du Grand Morin (1 185 km2). Le pilotage et l’animation du SAGE sont assurés par le syndicat Mixte d'Aménagement et de Gestion des Eaux (SMAGE) des 2 Morin, qualifié de « structure porteuse ».

### Climat
Pour des articles plus généraux, voir Climat de l'Île-de-France et Climat de Seine-et-Marne.
En 2010, le climat de la commune est de type climat océanique dégradé des plaines du Centre et du Nord, selon une étude du CNRS s'appuyant sur une série de données couvrant la période 1971-2000. En 2020, Météo-France publie une typologie des climats de la France métropolitaine dans laquelle la commune est exposée à un climat océanique altéré et est dans la région climatique Nord-est du bassin Parisien, caractérisée par un ensoleillement médiocre, une pluviométrie moyenne régulièrement répartie au cours de l’année et un hiver froid (3 °C).
Pour la période 1971-2000, la température annuelle moyenne est de 10,6 °C, avec une amplitude thermique annuelle de 15,5 °C. Le cumul annuel moyen de précipitations est de 757 mm, avec 12,2 jours de précipitations en janvier et 8 jours en juillet. Pour la période 1991-2020, la température moyenne annuelle observée sur la station météorologique la plus proche, située sur la commune de Chevru à 10 km à vol d'oiseau, est de 11,2 °C et le cumul annuel moyen de précipitations est de 697,7 mm,. Pour l'avenir, les paramètres climatiques de la commune estimés pour 2050 selon différents scénarios d'émission de gaz à effet de serre sont consultables sur un site dédié publié par Météo-France en novembre 2022.

### Milieux naturels et biodiversité
Aucun espace naturel présentant un intérêt patrimonial n'est recensé sur la commune dans l'inventaire national du patrimoine naturel,,.

## Urbanisme

### Typologie
Au 1er janvier 2024, Chauffry est catégorisée bourg rural, selon la nouvelle grille communale de densité à sept niveaux définie par l'Insee en 2022.
Elle est située hors unité urbaine. Par ailleurs la commune fait partie de l'aire d'attraction de Paris, dont elle est une commune de la couronne,. Cette aire regroupe 1 929 communes,.

### Occupation des sols
L'occupation des sols de la commune, telle qu'elle ressort de la base de données européenne d’occupation biophysique des sols Corine Land Cover (CLC), est marquée par l'importance des territoires agricoles (80,1 % en 2018), en diminution par rapport à 1990 (90,4 %). La répartition détaillée en 2018 est la suivante : 
terres arables (69,1% ), zones urbanisées (10,3% ), forêts (9,6% ), zones agricoles hétérogènes (6,1% ), prairies (5 %).
Parallèlement, L'Institut Paris Région, agence d'urbanisme de la région Île-de-France, a mis en place un inventaire numérique de l'occupation du sol de l'Île-de-France, dénommé le MOS (Mode d'occupation du sol), actualisé régulièrement depuis sa première édition en 1982. Réalisé à partir de photos aériennes, le Mos distingue les espaces naturels, agricoles et forestiers mais aussi les espaces urbains (habitat, infrastructures, équipements, activités économiques, etc.) selon une classification pouvant aller jusqu'à 81 postes, différente de celle de Corine Land Cover,,. L'Institut met également à disposition des outils permettant de visualiser par photo aérienne l'évolution de l'occupation des sols de la commune entre 1949 et 2018.

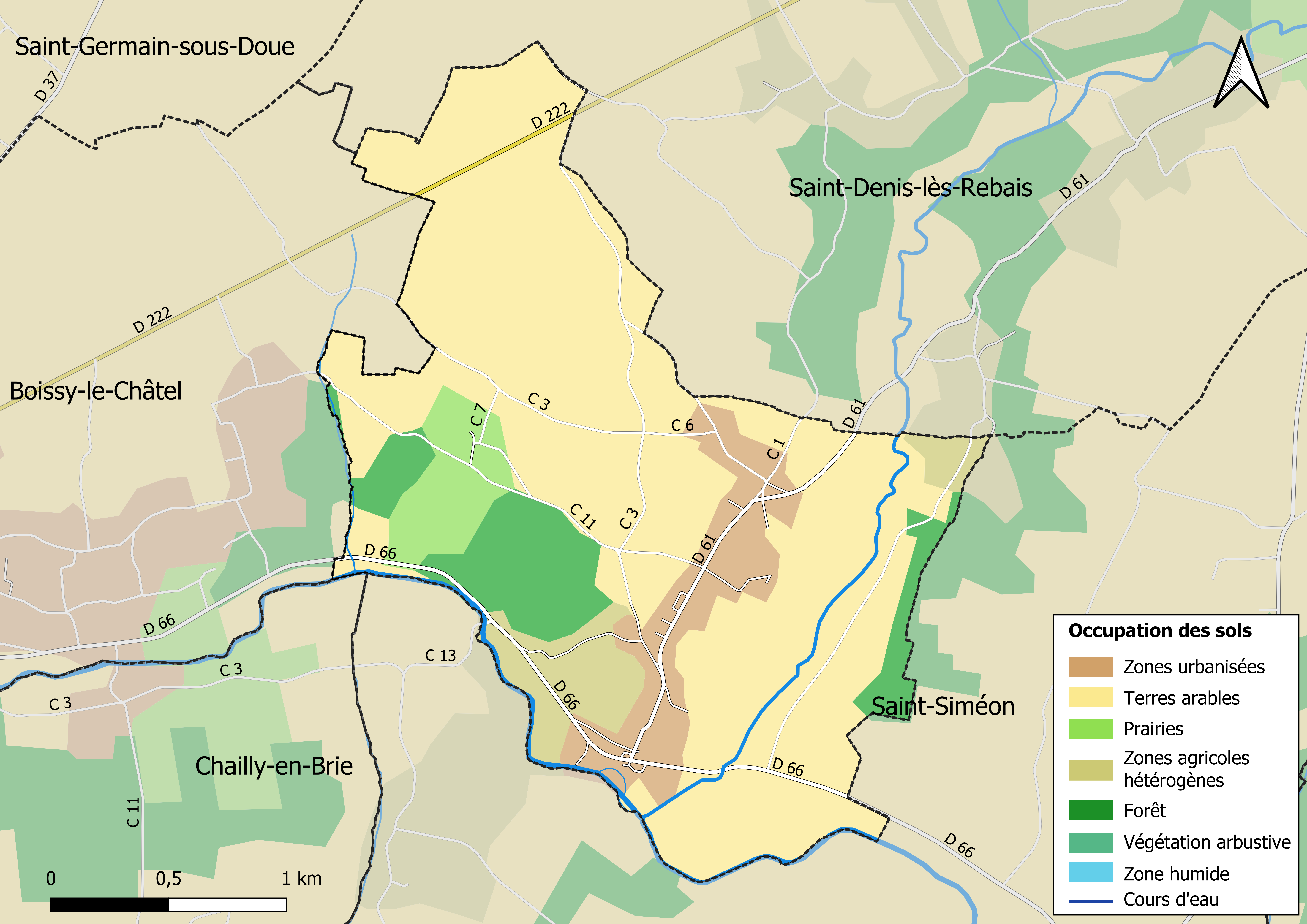
Carte des infrastructures et de l'occupation des sols en 2018 (CLC) de la commune.
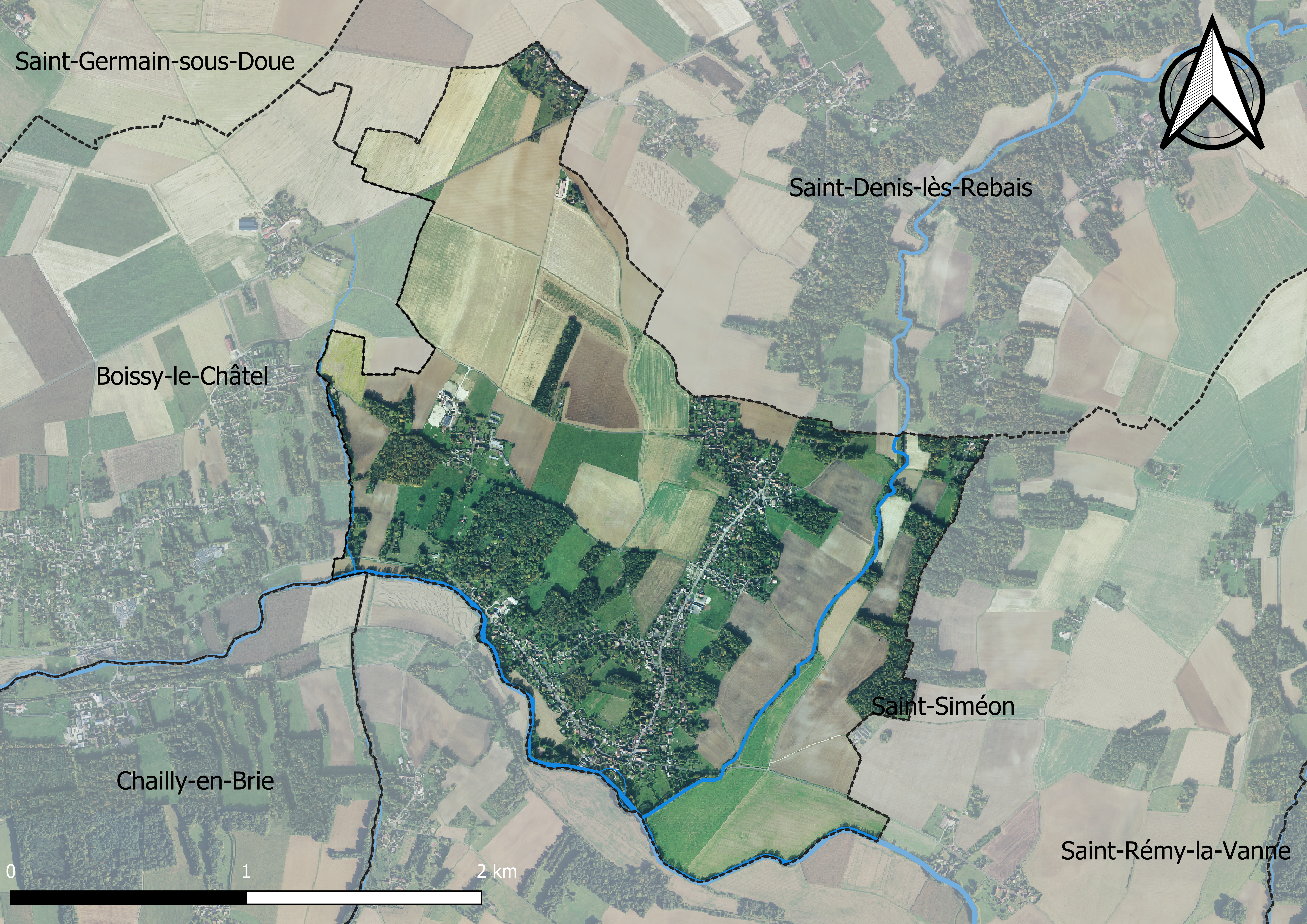
Carte orhophotogrammétrique de la commune.

### Lieux-dits et écarts
La commune compte 83 lieux-dits administratifs répertoriés consultables ici (source : le fichier Fantoir) dont les Corvelles, Monthomé, les Limons.

### Habitat et logement
En 2019, le nombre total de logements dans la commune était de 447, alors qu'il était de 430 en 2014 et de 398 en 2009.
Parmi ces logements, 89,2 % étaient des résidences principales, 4,5 % des résidences secondaires et 6,3 % des logements vacants. Ces logements étaient pour 95,2 % d'entre eux des maisons individuelles et pour 4,1 % des appartements.
Le tableau ci-dessous présente la typologie des logements à Chauffry en 2019 en comparaison avec celle de Seine-et-Marne et de la France entière. Une caractéristique marquante du parc de logements est ainsi une proportion de résidences secondaires et logements occasionnels (4,5 %) supérieure à celle du département (3 %) et à celle de la France entière (9,7 %). Concernant le statut d'occupation de ces logements, 89 % des habitants de la commune sont propriétaires de leur logement (88,5 % en 2014), contre 61,8 % pour la Seine-et-Marne et 57,5 pour la France entière.
| Typologie                                               | Chauffry | Seine-et-Marne | France entière |
| ------------------------------------------------------- | -------- | -------------- | -------------- |
| Résidences principales (en %)                           | 89,2     | 90,2           | 82,1           |
| Résidences secondaires et logements occasionnels (en %) | 4,5      | 3              | 9,7            |
| Logements vacants (en %)                                | 6,3      | 6,8            | 8,2            |

### Planification de l'aménagement
La loi SRU du 13 décembre 2000 a incité les communes à se regrouper au sein d’un établissement public, pour déterminer les partis d’aménagement de l’espace au sein d’un SCoT, un document d’orientation stratégique des politiques publiques à une grande échelle et à un horizon de 20 ans et s'imposant aux documents d'urbanisme locaux, les PLU (Plan local d'urbanisme). La commune est dans le territoire du SCOT du Bassin de vie de Coulommiers, approuvé le 11 juillet 2013 et porté par le syndicat intercommunal d’étude et de programmation (SIEP) de Coulommiers.
La commune, en 2019, avait engagé l'élaboration d'un plan local d'urbanisme.

### Voies de communication et transports
Chauffry est desservi par les lignes de bus 09, 10, 27 et 29 du réseau de bus Brie et 2 Morin.

## Toponymie
La localité a été désignée sous les formes Eschauferies en 1210, ; Eschaufferiacum en 1353 ; Eschaufferies en 1415 ; Les Chaufferies en 1416 ; Chaufery en 1757 (Cassini).
L'étymologie du nom du village n'est pas élucidée.

## Histoire

### Moyen Âge
La paroisse de Chauffry, placée sous l'égide de l'archidiaconé de Brie, est créée au XIIIe siècle. Ses bénéficiaires de la dîme, les décimateurs, sont l’abbesse de Notre-Dame de Jouarre et le curé de Chauffry. Elle est alors placée sous le vocable de Saint-Sulpice, évêque de Bourges en 584.

### Temps modernes
Sous l'Ancien régime, Chauffry était sous la seigneurie du marquis de Tresnel puis du comte d'Arville. Ils possédaient des droits de haute, moyenne et basse justice[réf. nécessaire].

### Époque contemporaine
L'église menaçant de s'écrouler, le curé de 1820 envoie une lettre à l'évêque de Meaux afin de recevoir de lui une aide financière pour en reconstruire une neuve. Vingt ans après, sa demande est acceptée
. La commune l'a alors démolie et en a reconstruit une autre près du presbytère de Chauffry à l'actuelle no 23 rue de la Mairie en 1847 afin de lier le bourg de Chauffry et le hameau des Limons. Elle est placée sous le vocable de l'Immaculée Cœur de  Marie et bénie par l'évêque de Meaux, Mgr Auguste Allou en 1847.
Au début du XXe siècle, la Société Nobel française (SNF), une usine qui fabrique des poupées en celluloïd, s'installe à Chauffry et fait vivre la population rurale de Chauffry en embauchant 250 ouvrières dans la plus grande de ses 5 usines, qui était toujours en activité en 1953.
L'église de l'Immaculée-Conception menaçant ruine, est démolie vers 1980, et une nouvelle et dernière église reconstruite en 1986 à l'emplacement de la toute première église du XIIIe siècle. Le clocher à toiture en bâtière, élément typique de la région au XIIIe siècle a été restauré.
En 2008, la ville de Coulommiers et les communes environnantes (Mouroux, Boissy-le-Châtel, Aulnoy, Chailly-en-Brie, Faremoutiers, Pommeuse, Giremoutiers, Saint-Germain-sous-Doue entre autres) ont été choisies pour être les premières à passer au tout numérique pour la diffusion de la télévision hertzienne. Depuis le 8 novembre 2008, l'émetteur de Mouroux, site des Parrichets, diffuse la TNT. L'extinction du signal analogique a eu lieu le 5 février 2009.

## Politique et administration

### Rattachements administratifs et électoraux
La commune était intégrée à l'arrondissement de Provins du département de Seine-et-Marne.
Afin de faire coïncider les limites d'arrondissement et celles des intercommunalités, elle intègre le 1er janvier 2018 l'arrondissement de Meaux.
Pour l'élection des députés, elle fait partie depuis 1988 de la quatrième circonscription de Seine-et-Marne.
Elle faisait partie depuis 1801 du canton de Rebais. Dans le cadre du redécoupage cantonal de 2014 en France, elle intègre le canton de Coulommiers.

### Intercommunalité
La commune était membre de la communauté de communes de la Brie des Templiers, créée en 1999.
Le 1er janvier 2013, celle-ci fusionne avec la communauté de communes Avenir et développement du secteur des Trois Rivières pour former la communauté de communes du Pays de Coulommiers.
Dans le cadre des dispositions de la loi portant nouvelle organisation territoriale de la République (Loi NOTRe) du 7 août 2015, qui prévoit que les établissements publics de coopération intercommunale (EPCI) à fiscalité propre doivent avoir un minimum de 15 000 habitants (et 5 000 habitants en zone de montagnes), le schéma départemental de coopération intercommunale (SDCI) de Seine-et-Marne prescrit  sa fusion avec la communauté de communes de la Brie des moulins.
La communauté d'agglomération Coulommiers Pays de Brie est ainsi créée le 1er janvier 2018, dont la commune est désormais membre.

### Liste des maires
| Période                                  | Période                      | Identité             | Étiquette | Qualité     |
| ---------------------------------------- | ---------------------------- | -------------------- | --------- | ----------- |
| Les données manquantes sont à compléter. |                              |                      |           |             |
| 1805                                     | 1805                         | Jean Gédéon Laniesse |           |             |
| Les données manquantes sont à compléter. |                              |                      |           |             |
| 1925                                     | 1931                         | Alfred Simonnet      |           |             |
| Les données manquantes sont à compléter. |                              |                      |           |             |
| 1979                                     | mars 2008                    | Gilbert Declercq     |           | Agriculteur |
| mars 2008                                | 2014                         | Philippe Chollet     | PCF       |             |
| 2014                                     | juillet 2021                 | Stéphane Halloo      | DVD       |             |
| juillet 2020,                            | En cours (au 7 février 2022) | Richard Warzocha     |           |             |

## Équipements et services

### Eau et assainissement
L’organisation de la distribution de l’eau potable, de la collecte et du traitement des eaux usées et pluviales relève des communes. La loi NOTRe de 2015 a accru le rôle des EPCI à fiscalité propre en leur transférant cette compétence. Ce transfert devait en principe être effectif au 1er janvier 2020, mais la loi Ferrand-Fesneau du 3 août 2018 a introduit la possibilité d’un report de ce transfert au 1er janvier 2026,.

#### Assainissement des eaux usées
En 2020, la gestion du service d'assainissement collectif de la commune de Chauffry est assurée par  le SITEU de Chauffry, Saint-Rémy, Saint-Siméon pour la collecte, le transport et la dépollution. Ce service est géré en délégation par une entreprise privée, dont le contrat arrive à échéance le 31 décembre 2026,,.
L’assainissement non collectif (ANC) désigne les installations individuelles de traitement des eaux domestiques qui ne sont pas desservies par un réseau public de collecte des eaux usées et qui doivent en conséquence traiter elles-mêmes leurs eaux usées avant de les rejeter dans le milieu naturel. Le Syndicat mixte d'assainissement du Nord-Est  (SIANE) assure pour le compte de la commune le service public d'assainissement non collectif (SPANC), qui a pour mission de vérifier la bonne exécution des travaux de réalisation et de réhabilitation, ainsi que le bon fonctionnement et l’entretien des installations,.

#### Eau potable
En 2020, l'alimentation en eau potable est assurée par la communauté d'agglomération Coulommiers Pays de Brie (CACPB) qui en a délégué la gestion à l'entreprise Veolia, dont le contrat expire le 30 juin 2023,,.
Les nappes de Beauce et du Champigny sont classées en zone de répartition des eaux (ZRE), signifiant un déséquilibre entre les besoins en eau et la ressource disponible. Le changement climatique est susceptible d’aggraver ce déséquilibre. Ainsi afin de renforcer la garantie d’une distribution d’une eau de qualité en permanence sur le territoire du département, le troisième Plan départemental de l’eau signé, le 3 octobre 2017, contient un plan d’actions afin d’assurer avec priorisation la sécurisation de l’alimentation en eau potable des Seine-et-Marnais. A cette fin a été préparé et publié en décembre 2020 un schéma départemental d’alimentation en eau potable de secours dans lequel huit secteurs prioritaires sont définis. La commune fait partie du secteur Coulommiers.

### Enseignement
Les enfants de la commune sont scolarisés avec ceux de Saint-Denis-lès-Rebais dans le cadre d'un regroupement pédagogique intercommunal (RPI). Le groupe scolaire de Chauffry, dénommé Gilbert-Declercq en remerciement à l'ancien maire, a été construit entre 2008 à 2010 et dispose d'une cantine et d'un accueil périscolaire,.
Ils poursuivent leurs études au collège Jacques-Prévert de Rebais.

## Population et société

### Démographie
L'évolution du nombre d'habitants est connue à travers les recensements de la population effectués dans la commune depuis 1793. Pour les communes de moins de 10 000 habitants, une enquête de recensement portant sur toute la population est réalisée tous les cinq ans, les populations de référence des années intermédiaires étant quant à elles estimées par interpolation ou extrapolation. Pour la commune, le premier recensement exhaustif entrant dans le cadre du nouveau dispositif a été réalisé en 2005.

En 2022, la commune comptait 1 004 habitants, en évolution de −1,76 % par rapport à 2016 (Seine-et-Marne : +3,92 %, France hors Mayotte : +2,11 %).
| 1793 | 1800 | 1806 | 1821 | 1831 | 1836 | 1841 | 1846 | 1851 |
| ---- | ---- | ---- | ---- | ---- | ---- | ---- | ---- | ---- |
| 442  | 446  | 462  | 480  | 485  | 502  | 479  | 504  | 514  |

| 1856 | 1861 | 1866 | 1872 | 1876 | 1881 | 1886 | 1891 | 1896 |
| ---- | ---- | ---- | ---- | ---- | ---- | ---- | ---- | ---- |
| 505  | 484  | 494  | 452  | 453  | 422  | 416  | 394  | 378  |

| 1901 | 1906 | 1911 | 1921 | 1926 | 1931 | 1936 | 1946 | 1954 |
| ---- | ---- | ---- | ---- | ---- | ---- | ---- | ---- | ---- |
| 390  | 442  | 490  | 466  | 483  | 455  | 478  | 447  | 408  |

| 1962 | 1968 | 1975 | 1982 | 1990 | 1999 | 2005 | 2006 | 2010 |
| ---- | ---- | ---- | ---- | ---- | ---- | ---- | ---- | ---- |
| 424  | 408  | 456  | 662  | 762  | 850  | 903  | 904  | 992  |

| 2015  | 2020  | 2022  | - | - | - | - | - | - |
| ----- | ----- | ----- | - | - | - | - | - | - |
| 1 019 | 1 024 | 1 004 | - | - | - | - | - | - |

### Manifestations culturelles et festivités
Divers événements ont lieu dans la commune. Ces événements incluent notamment les brocantes et lotos[réf. nécessaire].

### Sports et loisirs
On peut noter les associations sportives suivantes[réf. nécessaire] :
- Section gymnastique de l'Association Chauffry loisirs, membre de la FFEPGV (fédération française d'éducation physique et de gymnastique volontaire).
- Acti-gym : gymnastique volontaire et activités adaptées seniors.

La commune a aménagé en 2021 un parc multisports situé derrière la mairie.

## Économie

### Revenus de la population et fiscalité
En 2018, le nombre de ménages fiscaux de la commune était de 393, représentant 1 070 personnes et la  médiane du revenu disponible par unité de consommation  de 24 250 euros.

### Emploi
En 2018, le nombre total d’emplois dans la zone était de 91, occupant 475 actifs  résidants (dont 8,4 % dans la commune de résidence et 91,6 % dans une commune autre que la commune de résidence).
Le taux d'activité de la population (actifs ayant un emploi) âgée de 15 à 64 ans s'élevait à 70,9 % contre un taux de chômage de 6,3 %.
Les 22,7 % d’inactifs se répartissent de la façon suivante : 7,8 % d’étudiants et stagiaires non rémunérés, 7,4 % de retraités ou préretraités et 7,5 % pour les autres inactifs.

### Secteurs d'activité

#### Entreprises et commerces
En 2019, le nombre d’unités légales et d’établissements (activités marchandes hors agriculture) par secteur d'activité était de 62 dont 6 dans l’industrie manufacturière, industries extractives et autres, 18 dans la construction, 13 dans le commerce de gros et de détail, transports, hébergement et restauration, 1 dans les activités immobilières, 7 dans les activités spécialisées, scientifiques et techniques et activités de services administratifs et de soutien, 10 dans l’administration publique, enseignement, santé humaine et action sociale et 10  étaient relatifs aux autres activités de services.
En 2020, 5 entreprises ont été créées sur le territoire de la commune, dont 4 individuelles.
Au 1er janvier 2021, la commune ne disposait pas d’hôtel et de terrain de camping.

#### Agriculture
Chauffry est dans la petite région agricole dénommée les « Vallées de la Marne et du Morin », couvrant les vallées des deux rivières, en limite de la Brie. En 2010, l'orientation technico-économique de l'agriculture sur la commune est la culture de céréales et d'oléoprotéagineux (COP).
Si la productivité agricole de la Seine-et-Marne se situe dans le peloton de tête des départements français, le département enregistre un double phénomène de disparition des terres cultivables (près de 2 000 ha par an dans les années 1980, moins dans les années 2000) et de réduction d'environ 30 % du nombre d'agriculteurs dans les années 2010. Cette tendance se retrouve au niveau de la commune où le nombre d’exploitations est passé de 6 en 1988 à 5 en 2010. Parallèlement, la taille de ces exploitations augmente, passant de 61 ha en 1988 à 99 ha en 2010.
Le tableau ci-dessous présente les principales caractéristiques des exploitations agricoles de Chauffry, observées sur une période de 22 ans : 
|                                      | 1988 | 2000 | 2010 |
| ------------------------------------ | ---- | ---- | ---- |
| Dimension économique,                |      |      |      |
| Nombre d’exploitations (u)           | 6    | 6    | 5    |
| Travail (UTA)                        | 8    | 12   | 11   |
| Surface agricole utilisée (ha)       | 368  | 384  | 495  |
| Cultures                             |      |      |      |
| Terres labourables (ha)              | 340  | 334  | 443  |
| Céréales (ha)                        | 226  | s    | 286  |
| dont blé tendre (ha)                 | 177  | 146  | 176  |
| dont maïs-grain et maïs-semence (ha) | 41   | s    | 86   |
| Tournesol (ha)                       | s    |      |      |
| Colza et navette (ha)                | s    | s    | s    |
| Élevage                              |      |      |      |
| Cheptel (UGBTA)                      | 234  | 100  | 118  |

## Culture locale et patrimoine

### Lieux et monuments

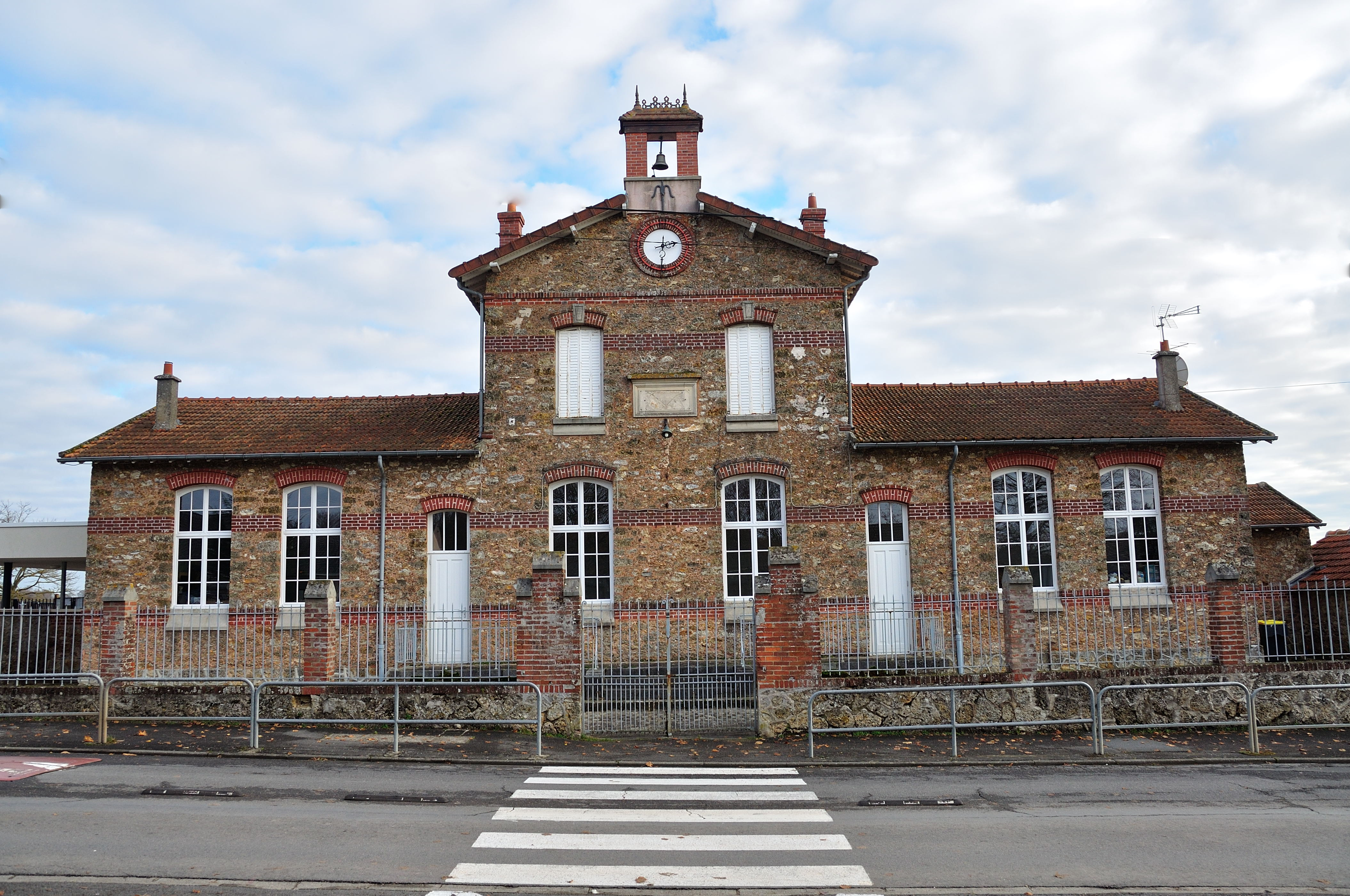
L'ancienne école, autrefois  mairie-école.
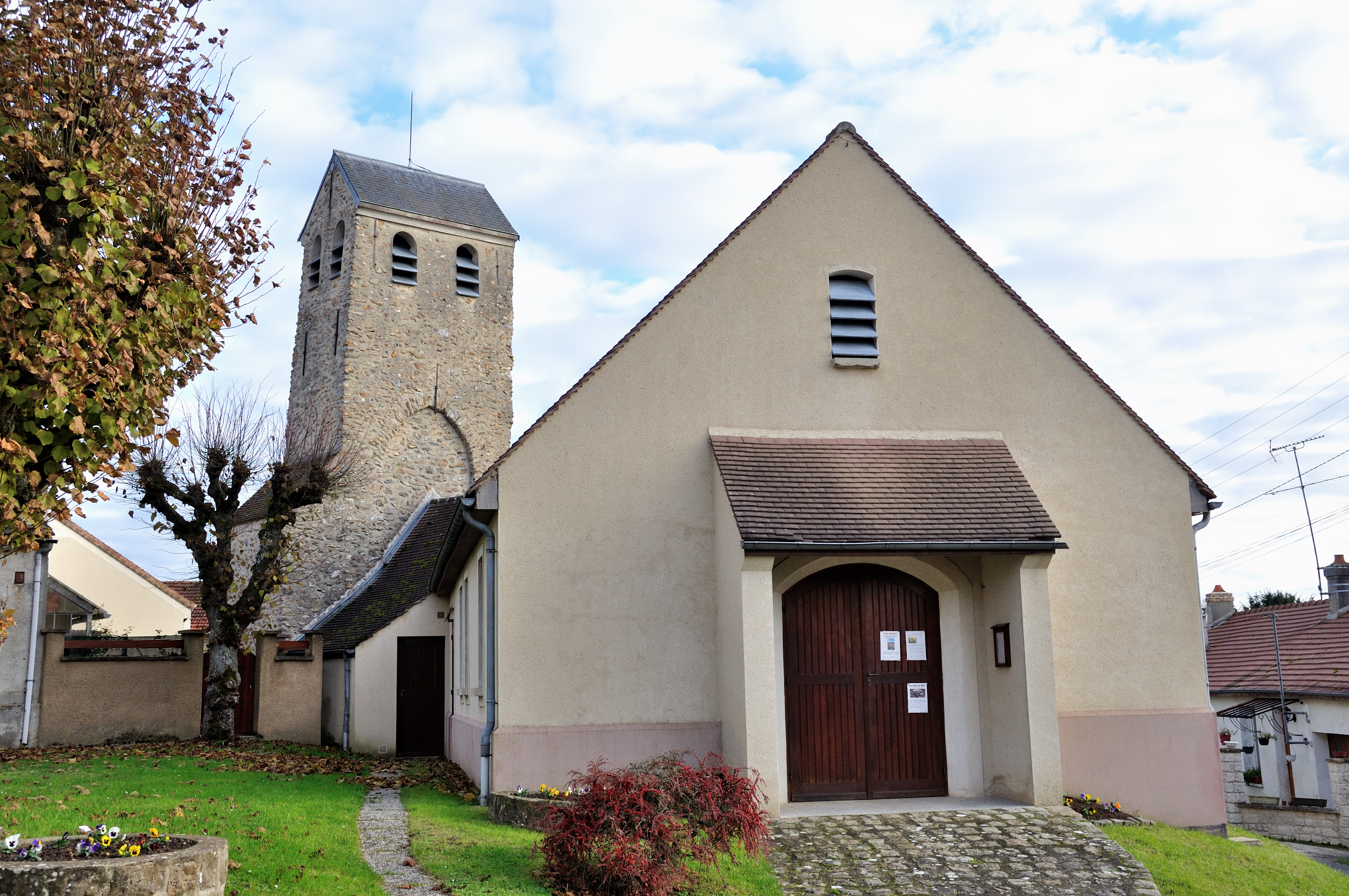
L'église Saint-Sulpice en 2013.